# Langham (Essex)
Pour les articles homonymes, voir Langham (homonymie).
Langham est un village et une paroisse civile de l'Essex, en Angleterre.